# سيسيل لاغروناد
السيدة سيسيل لاغروناد، ولدت في لابوري (غرينادا، جزر ويندوارد البريطانية) في 30 ديسمبر 1952، وهي عالمة، سيدة أعمال وسياسية، الحاكمة العامة لغرينادا منذ 7 مايو 2013، خلفا للسير (Sir) كارلايل غلين. وهي أول امرأة تشغل هذا المنصب منذ استقلال غرينادا في عام 1974.